# Liste der Bodendenkmäler in Neuötting
Auf dieser Seite sind die Bodendenkmäler in der oberbayerischen Stadt Neuötting zusammengestellt. Diese Tabelle ist eine Teilliste der Liste der Bodendenkmäler in Bayern. Grundlage ist die Bayerische Denkmalliste, die auf Basis des Bayerischen Denkmalschutzgesetzes vom 1. Oktober 1973 erstmals erstellt wurde und seither durch das Bayerische Landesamt für Denkmalpflege geführt wird. Die folgenden Angaben ersetzen nicht die rechtsverbindliche Auskunft der Denkmalschutzbehörde.

## Bodendenkmäler der Gemeinde

### Bodendenkmäler in der Gemarkung Alzgerner Forst
| Lage                       | Objekt                                | Akten-Nr.     | Bild |
| -------------------------- | ------------------------------------- | ------------- | ---- |
| Alzgerner Forst (Standort) | Brandgräber der mittleren Latènezeit. | D-1-7742-0086 |      |

### Bodendenkmäler in der Gemarkung Alzgern
| Lage               | Objekt | Akten-Nr.     | Bild |
| ------------------ | --- | ------------- | ---- |
| Alzgern (Standort) | Burgstall des hohen oder späten Mittelalters. | D-1-7742-0031 |      |
| Alzgern (Standort) | Grabhügel vorgeschichtlicher Zeitstellung. | D-1-7742-0032 |      |
| Alzgern (Standort) | Körpergräber der frühen Latènezeit. | D-1-7742-0034 |      |
| Alzgern (Standort) | Reihengräberfeld des frühen Mittelalters und Siedlung vor- und frühgeschichtlicher Zeitstellung. | D-1-7742-0035 |      |
| Alzgern (Standort) | Siedlung vor- und frühgeschichtlicher Zeitstellung. | D-1-7742-0051 |      |
| Alzgern (Standort) | Verebnete Grabhügel vorgeschichtlicher Zeitstellung. | D-1-7742-0052 |      |
| Alzgern (Standort) | Siedlung vor- und frühgeschichtlicher Zeitstellung. | D-1-7742-0057 |      |
| Alzgern (Standort) | Siedlung vor- und frühgeschichtlicher Zeitstellung. | D-1-7742-0059 |      |
| Alzgern (Standort) | Siedlung vor- und frühgeschichtlicher Zeitstellung. | D-1-7742-0060 |      |
| Alzgern (Standort) | Grabhügel und Kreisgräben vorgeschichtlicher Zeitstellung. | D-1-7742-0065 |      |
| Alzgern (Standort) | Siedlung vor- und frühgeschichtlicher Zeitstellung. | D-1-7742-0066 |      |
| Alzgern (Standort) | Reihengräberfeld des frühen Mittelalters. | D-1-7742-0067 |      |
| Alzgern (Standort) | Siedlung vor- und frühgeschichtlicher Zeitstellung. | D-1-7742-0068 |      |
| Alzgern (Standort) | Grabenwerk vor- und frühgeschichtlicher Zeitstellung. | D-1-7742-0069 |      |
| Alzgern (Standort) | Verebnete Grabhügel oder Siedlung vor- und frühgeschichtlicher Zeitstellung. | D-1-7742-0070 |      |
| Alzgern (Standort) | Siedlung vor- und frühgeschichtlicher Zeitstellung. | D-1-7742-0071 |      |
| Alzgern (Standort) | Siedlung vor- und frühgeschichtlicher Zeitstellung. | D-1-7742-0161 |      |
| Alzgern (Standort) | Untertägige mittelalterliche und frühneuzeitliche Befunde im Bereich der Katholischen Pfarrkirche Mariä Himmelfahrt in Alzgern und ihrer Vorgängerbauten bzw. älteren Bauphasen und der ehemalige Totenkapelle. Siehe auch: Alzgern | D-1-7742-0206 |      |
| Alzgern (Standort) | Untertägige mittelalterliche und frühneuzeitliche Befunde im Bereich der Katholischen Filialkirche St. Petrus und Paulus in Mitterhausen.                                                                                           | D-1-7742-0208 |      |
| Alzgern (Standort) | Untertägige mittelalterliche und frühneuzeitliche Befunde im Bereich der Katholischen Kirche St. Nikolaus in Mittling. | D-1-7742-0209 |      |
| Alzgern (Standort) | Untertägige frühneuzeitliche Befunde im Bereich der Katholischen Kirche St. Johann Baptist in Sankt Johann. | D-1-7742-0216 |      |
| Alzgern (Standort) | Untertägige mittelalterliche und frühneuzeitliche Befunde im Bereich der Katholischen Kirche St. Margaretha in Untereschelbach mit aufgelassenem Friedhof.                                                                          | D-1-7742-0217 |      |
| Alzgern (Standort) | Grabhügel vorgeschichtlicher Zeitstellung. | D-1-7742-0225 |      |

### Bodendenkmäler in der Gemarkung Neuötting
| Lage                                                                       | Objekt | Akten-Nr.     | Bild                                 |
| -------------------------------------------------------------------------- | --- | ------------- | ------------------------------------ |
| Neuötting (Standort)                                                       | Siedlung, Brand- und Körpergräber der Bronzezeit sowie Siedlung der römischen Kaiserzeit. | D-1-7742-0111 |                                      |
| Neuötting (Standort)                                                       | Siedlung vorgeschichtlicher Zeitstellung sowie Siedlung und Bestattungsplatz der römischen Kaiserzeit.                                                                                             | D-1-7742-0187 |                                      |
| Neuötting (Standort)                                                       | Brücke des späten Mittelalters. | D-1-7742-0189 |                                      |
| Neuötting Ludwigstraße 14 (Standort)                                       | Untertägige spätmittelalterliche und frühneuzeitliche Befunde im Bereich der Katholischen Stadtpfarrkirche St. Nikolaus in Neuötting und ihres Vorgängerbaus. Siehe auch: St. Nikolaus (Neuötting) | D-1-7742-0190 | weitere Bilder                       |
| Neuötting (Standort)                                                       | Untertägige mittelalterliche und frühneuzeitliche Siedlungsteile der historischen Altstadt von Neuötting mit Stadtbefestigung und ihren vorstädtischen Siedlungserweiterungen.                     | D-1-7742-0191 |                                      |
| Neuötting St.-Anna-Straße 24 (Standort)                                    | Untertägige spätmittelalterliche und frühneuzeitliche Befunde im Bereich der Katholischen Kirche St. Anna in Neuötting mit abgegangenem Leprosenhaus.                                              | D-1-7742-0202 |                                      |
| Neuötting Alter Stadtberg 7 (Standort)                                     | Untertägige spätmittelalterliche und frühneuzeitliche Befunde im Bereich der Spitalkirche Hl. Geist und dem angeschlossenen Heiliggeistspital in Neuötting. Siehe auch: Heilig Geist (Neuötting)   | D-1-7742-0213 | weitere Bilder                       |
| Neuötting Altöttinger Straße 2a; Klostergasse 2; Klostergasse 4 (Standort) | Untertägige frühneuzeitliche Befunde im Bereich der Klosterkirche St. Petrus von Alcantara und des ehemaligen Franziskanerklosters in Neuötting.                                                   | D-1-7742-0214 |                                      |
| Neuötting Altöttinger Straße 13 (Standort)                                 | Untertägige frühneuzeitliche Befunde im Bereich der Friedhofskirche St. Sebastian in Neuötting. | D-1-7742-0215 | Untertägige frühneuzeitliche Befunde |